# Olpium tropicum
Espèce
Olpium tropicum est une espèce de pseudoscorpions de la famille des Olpiidae.

## Distribution
Cette espèce est endémique d'Andhra Pradesh en Inde. Elle se rencontre vers Puttur.

## Publication originale
- Murthy & Ananthakrishnan, 1977 : Indian Chelonethi. Oriental Insects Monographs, no 4, p. 1-210.